# Danaus erippus
Danaus erippus là một loài bướm thuộc chi Danaus, họ Bướm giáp. Loài này phân bố ở Nam Mỹ, chủ yếu ở Brazil, Uruguay, Paraguay, Argentina, Bolivia, Chile và phía nam Peru. Ấu trùng ăn các loài Araujia sericifera, Araujia hortorum, Asclepias curassavica, Asclepias barjoniifolia, Morrenia odorata và Oxypetalum coeruleum.

## Hình ảnh

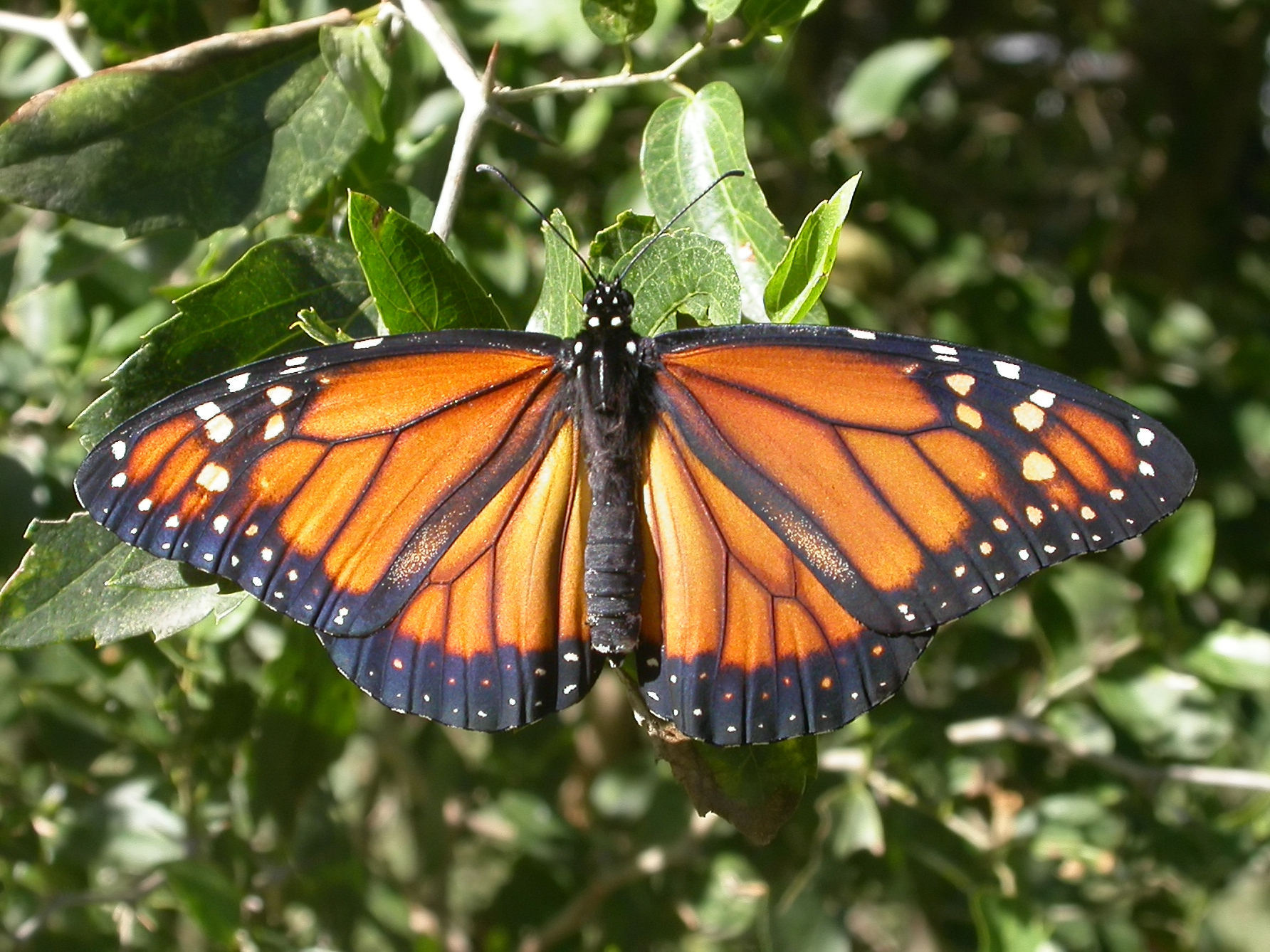
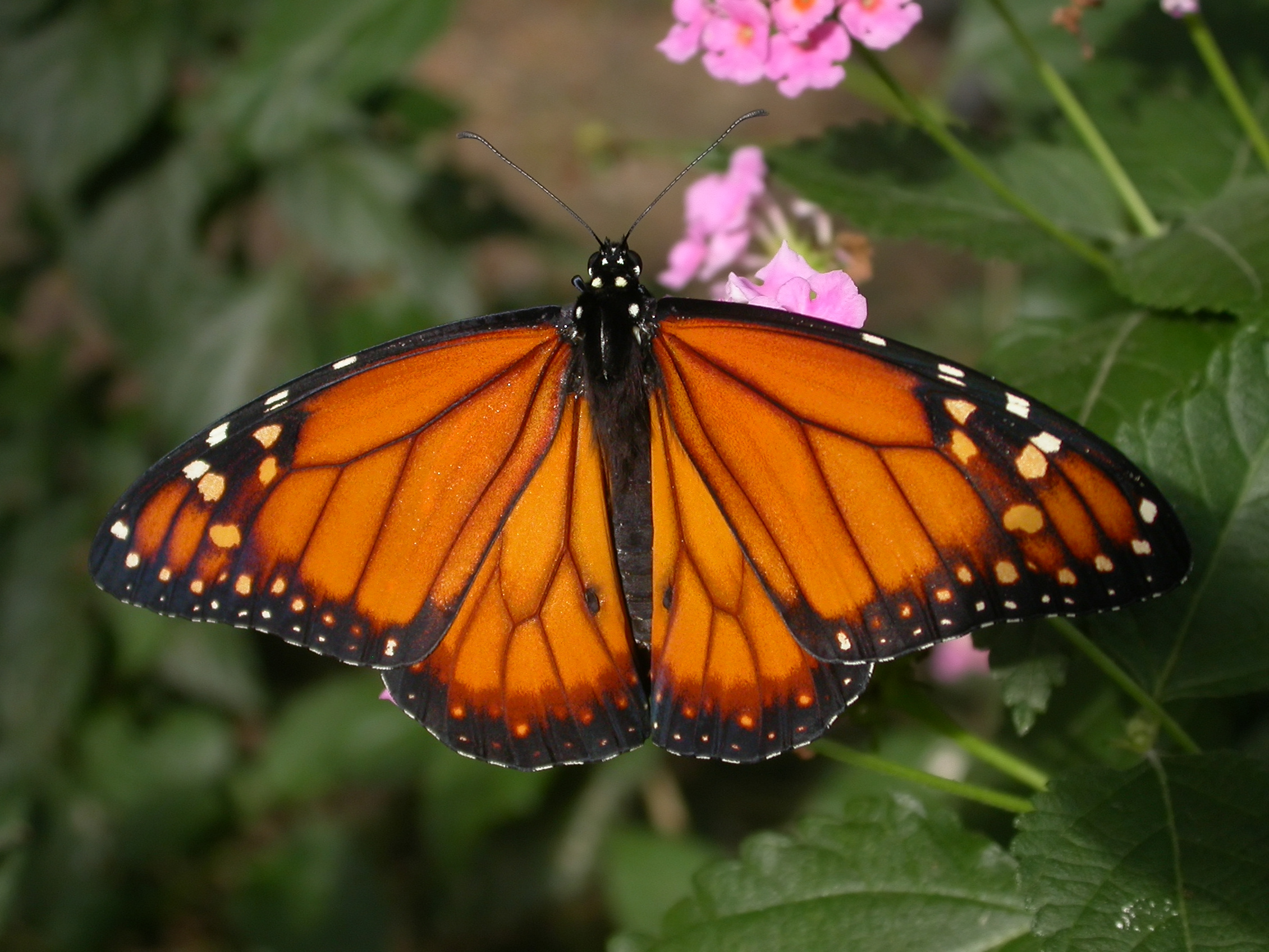
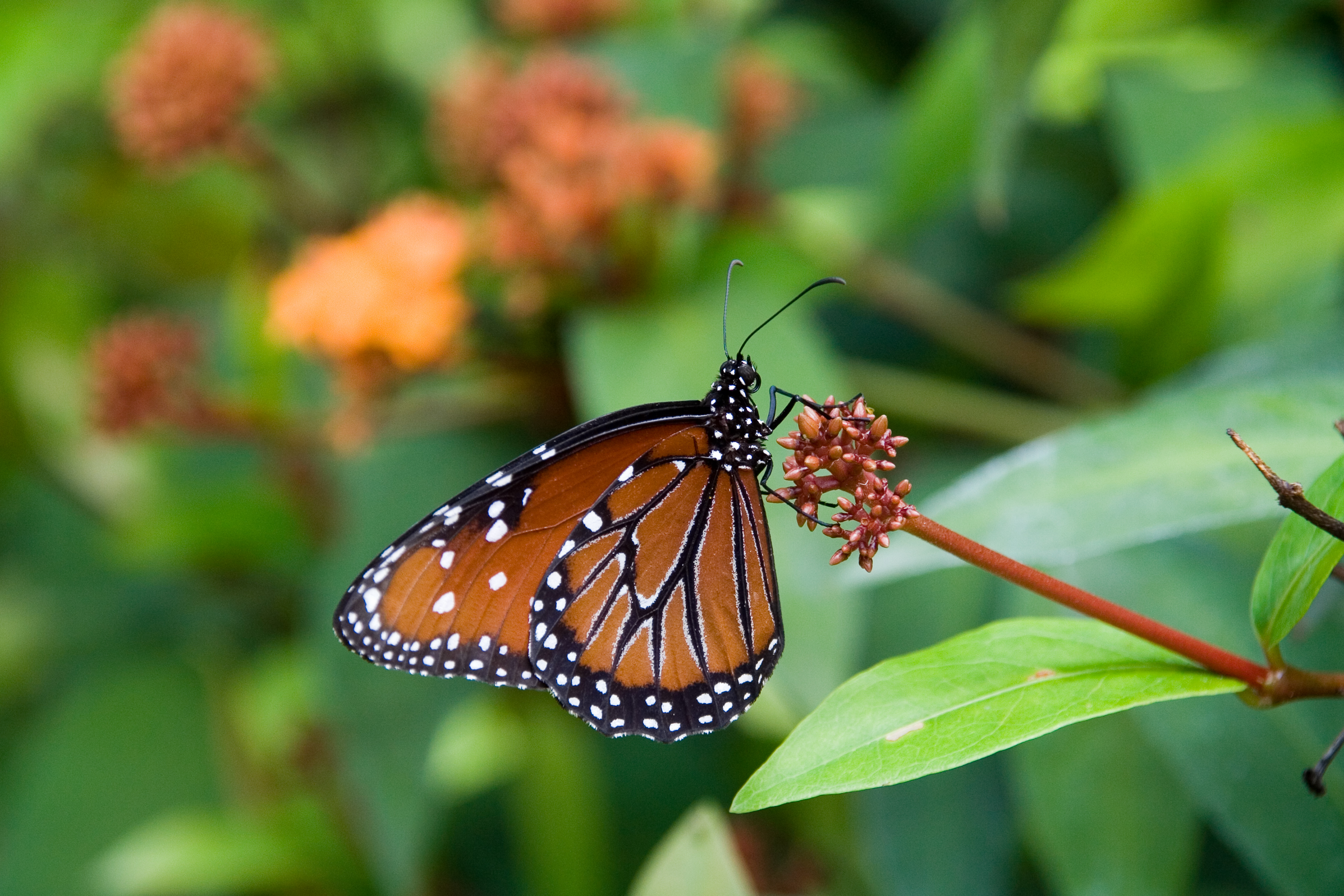